# Ugoshi Nwaigwe
Ugoshi Nwaigwe (née le 3 mai 1993) est une joueuse nigériane de basket-ball. Elle est membre de l'équipe du Nigeria de basket-ball féminin et a participé au Championnat d’Afrique de basket-ball féminin 2017.

## Carrière
- 2016-17 :   Owls de Temple

Initialement passionnée par le foot, elle quitte le football pour jouer au basket-ball à l'âge de 17 ans.

## Palmarès
- Médaille d'or au championnat d'Afrique 2017